# 리얼 완전한 수장룡의 날
리얼 완전한 수장룡의 날(リアル〜完全なる首長竜の日〜, REAL A Perfet Day for Plesiosaur)은 일본에서 제작된 구로사와 기요시 감독의 2013년 미스터리, SF, 드라마 영화이다. 사토 타케루 등이 주연으로 출연하였다.

## 출연

### 주연
- 사토 타케루
- 아야세 하루카
- 나카타니 미키
- 오다기리 죠

### 조연
- 소메타니 쇼타
- 호리베 게이스케
- 마츠시게 유타카
- 코이즈미 쿄코
- 아오키 료헤이
- 카미오카 미키

## 제작진
- 원작자: 이누이 로쿠로